# Intertrigo
Intertrigo of "smetten" is de verzamelnaam voor een rode, doorgaans pijnlijke huiduitslag op die plaatsen waar huid tegen huid aanligt. Voorbestemd hiervoor zijn de liezen, onder de borsten en oksel, de navel, achter de oren, de bilnaad, de buikplooi, de geslachtsdelen (incontinentie). Obesitas- overgewicht, zweten, knellende kledij, verminderde mobiliteit, incontinentie, slechte voedingstoestand en slechte algemene toestand werken intertrigo in de hand. Het is een gevolg van de combinatie Vocht - Warmte - Wrijving (huidfrictie). De huid wordt geïrriteerd, rood en pijnlijk. Bij baby's wordt intertrigo meer waargenomen en is dan vaak een complicatie van wat in de volksmond luiereczeem genoemd wordt. Wanneer de huid beschadiging heeft opgelopen door de vochtigheid en de wrijving, ontstaat er gemakkelijk een infectieprobleem doordat bacteriën en andere micro-organismen vrij spel krijgen zich daar te koloniseren. Schimmels zijn vaak verantwoordelijk voor deze complicatie, voornamelijk candida albicans (Candidiasis).
Voornaamste tips om intertrigo te voorkomen zijn:
- bij de dagelijkse hygiëne wordt alles goed gespoeld en gedroogd
- beperk de inwerking van transpiratievocht; regelmatig verversen van kledij, zorgen voor seizoensgebonden, niet-knellende kledij.
- inwerking van urine voorkomen; regelmatig verversen van incontinentiemateriaal en bedlinnen
- de huid beschermen door zinkzalf aan te brengen die een beschermende laag zal leggen. Zinkzalf kan verwijderd worden met zoete olie,[1] het is moeilijk te verwijderen met water en zeep; eventueel kan ook een crème of spray gebruikt worden.